# Anna Moffo
Anna Moffo, född 27 juni 1932 i Wayne, Pennsylvania, död 9 mars 2006 i New York, var en amerikansk operasångerska och skådespelerska. Med sin varma, omfångsrika röst blev hon en av tidens ledande koloratursopraner. 

## Biografi
Hon föddes i Pennsylvania som dotter till italienska immigranter.
Efter studier i Italien återvände Moffo till USA och gjorde debut i Chicago 1957. I många år var hon knuten till Metropolitan Opera i New York. På 60-talet hade hon ett eget program i italiensk teve och medverkade i ett flertal opera-filmer, vilket även gjorde henne känd i övriga Europa. 1974 skadades hennes röst allvarligt och den kom aldrig att helt återhämta sig. Hon avled i cancer vid 73 års ålder.